# 24026 Пасатері
24026 Пасатері (24026 Pusateri) — астероїд головного поясу, відкритий 9 вересня 1999 року.
Тіссеранів параметр щодо Юпітера — 3,595.